# Katar (broń)

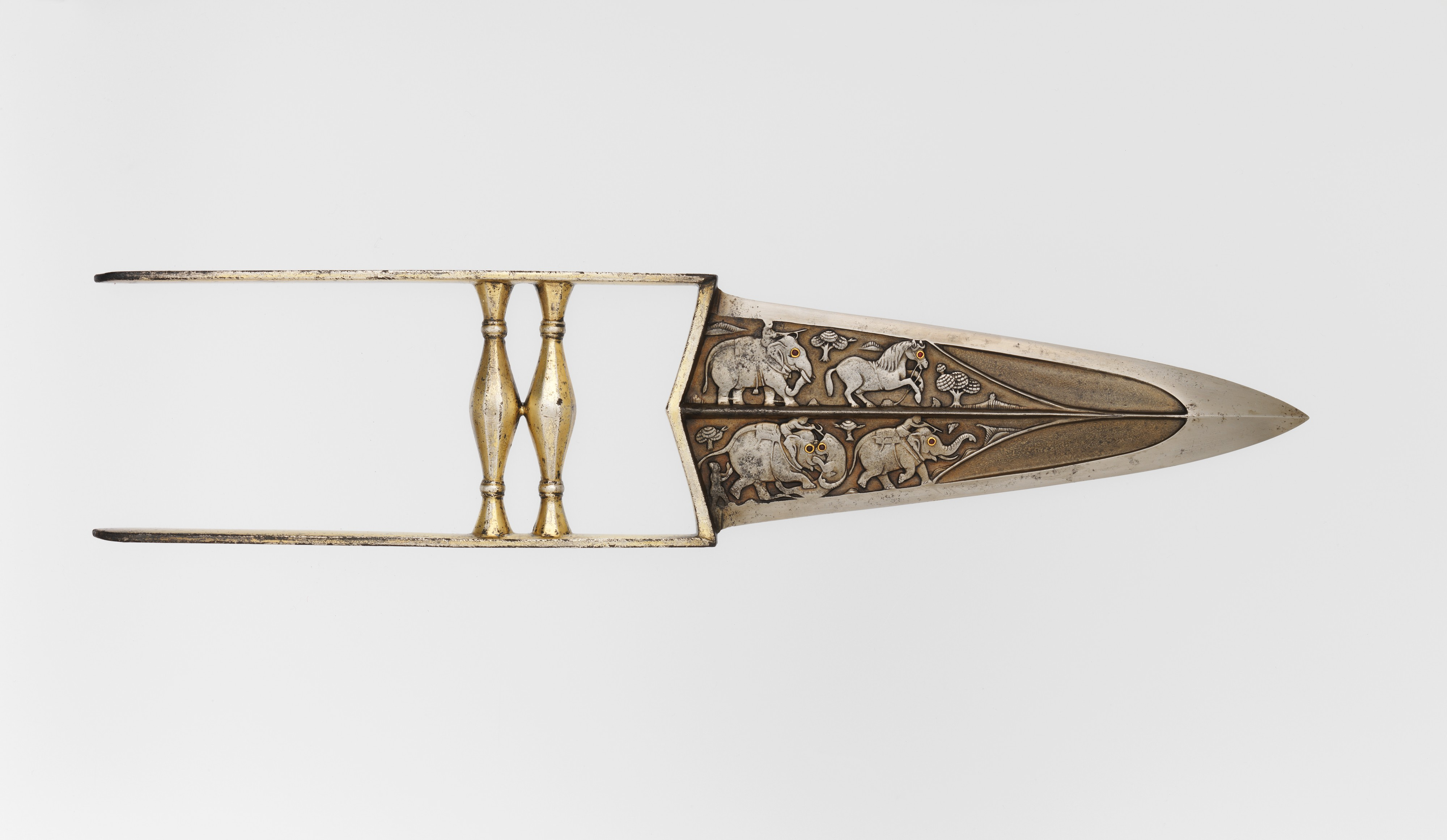
Zdobiony katar, XVII-XVIII w.

Katar (Devanāgarī: कटार) – rodzaj puginału, używanego w Indiach i niewystępującego poza tym krajem, o charakterystycznej rękojeści w formie „drabinki”.
Była to broń typowo hinduska, pierwotnie radźpucka, rzadko używana przez muzułmanów. Wyróżniającą cechą kataru była rękojeść składająca się z dwóch metalowych prętów, połączonych poprzecznie; poprzeczka łącząca stanowiła właściwy chwyt, co wymuszało specyficzną technikę użycia broni. Poprzeczny chwyt powodował, że ostrze kataru były przedłużeniem ramienia, co pozwalało na wyprowadzenie bardzo potężnych pchnięć, z wykorzystaniem impetu całego ciała; wraz ze specjalnie wzmocnioną głownią i sztychem pozwalało to na przebicie pancerza kolczego.
Głownia kataru była dwusieczna, na ogół prosta, rzadziej zakrzywiona, długa na kilkanaście-kilkadziesiąt centymetrów (maksymalnie 90 cm). Wykonywano je często z damastu i zdobiono cyzelowaniem lub złoceniem. Niektóre głownie, na ogół indyjskie, były na sztychu pogrubiane, by umożliwić przebijanie kolczug. Głownie południowoindyjskie są bardzo szerokie u nasady i równomiernie zwężają się ku sztychowi, najczęściej zdobione rowkowaniem równoległym do linii ostrza. Lokalne głownie wykuwano na ogół jako jedną całość z rękojeścią. W XVI–XVII w. zwłaszcza Marathowie wykorzystywali głownie importowane z Europy – były one wówczas nitowane do rękojeści.
Niektóre katary miały głownie dwu- a nawet trójdzielne, dzielące się w kierunku sztychu. Zdarzały się też trójdzielne głownie, rozchylające się przy naciśnięciu rękojeści. Inną interesującą formą był sztylet z ostrzem pustym w środku, służący równocześnie za pochwę do kolejnego, mniejszego kataru (którego głownia chowała się do wnętrza większego). Niektóre katary mają po obu stronach głowni sztabki, umożliwiające przechwycenie ostrza przeciwnika, co sugeruje, że używano ich jako lewaków-łamaczy mieczy. Istniały też bronie kombinowane, łączące sztylet i jeden lub dwa pistolety, z lufami wzdłuż głowni.
Katary mogły być wyposażone w jelec tarczowy, który w toku rozwoju przyjmował bardziej złożone formy osłony dłoni. Mogły one mieć postać pełnej metalowej tarczki, ale najprawdopodobniej na wzór koszowych jelców broni portugalskiej zaczęto stosować osłony perforowane, nierzadko ozdobne. Szczególnie wyszukane osłony miały katary z Tańdźawuru. Szczególną formą są osłony w kształcie pawia, które symbolizują Paravāni, boskiego pawia-wierzchowca boga wojny Karttikeji.
Z katarów wyposażonych w rozbudowane osłony wywodzi się miecz pata.

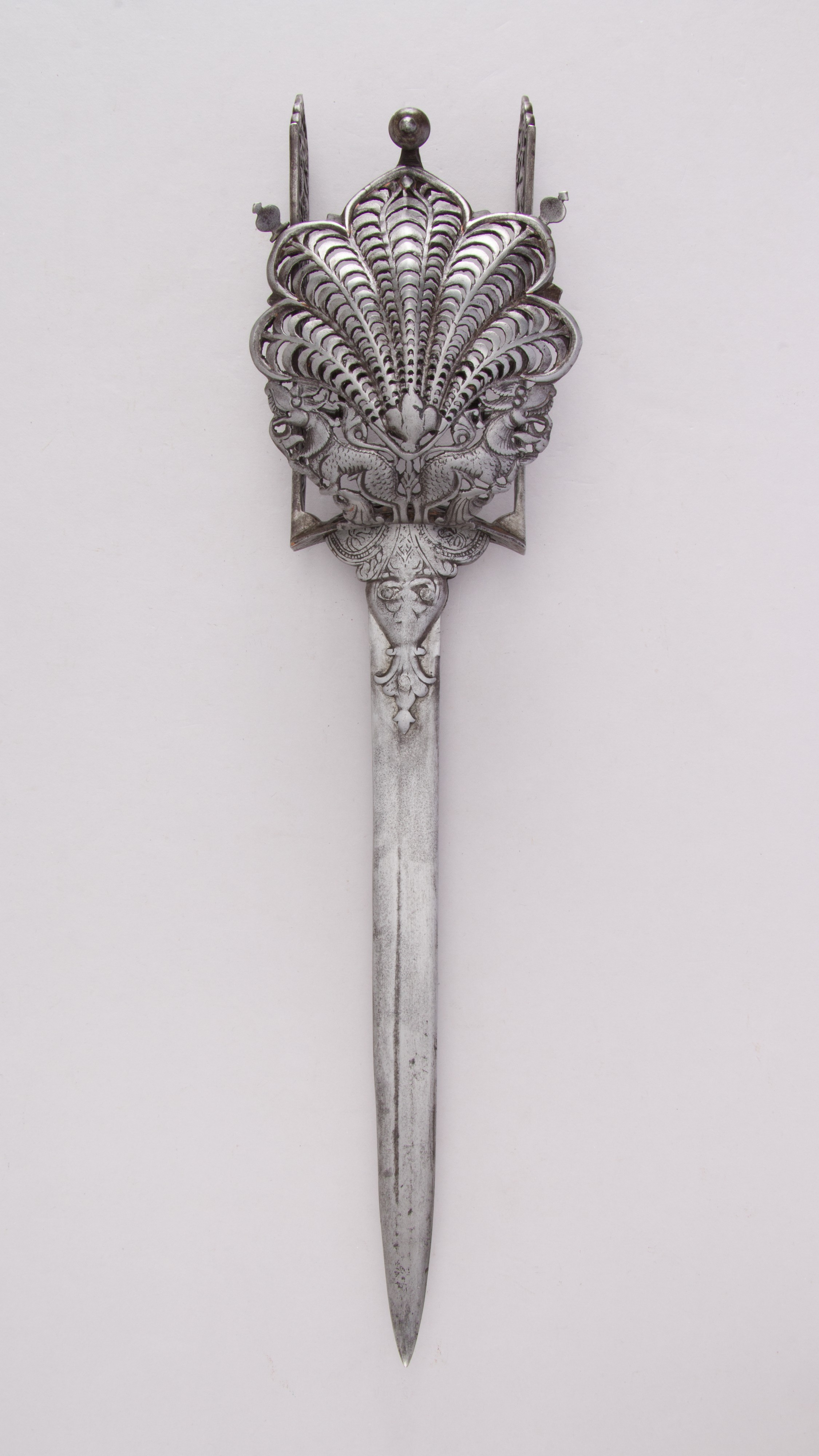
Katar z tarczową osłoną rękojeści
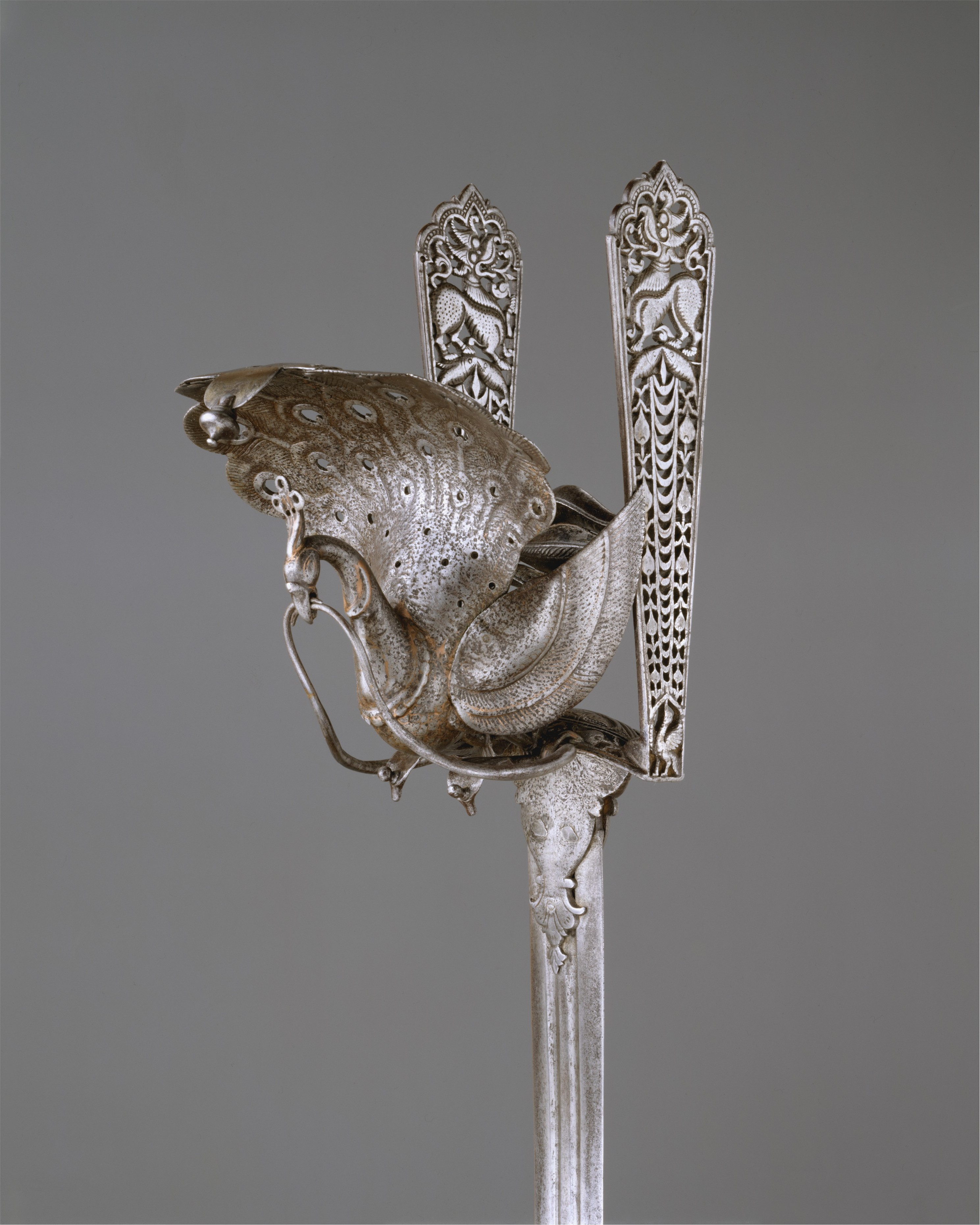
Zbliżenie ozdobnej osłony w formie pawia Paravāni zabijającego kobrę
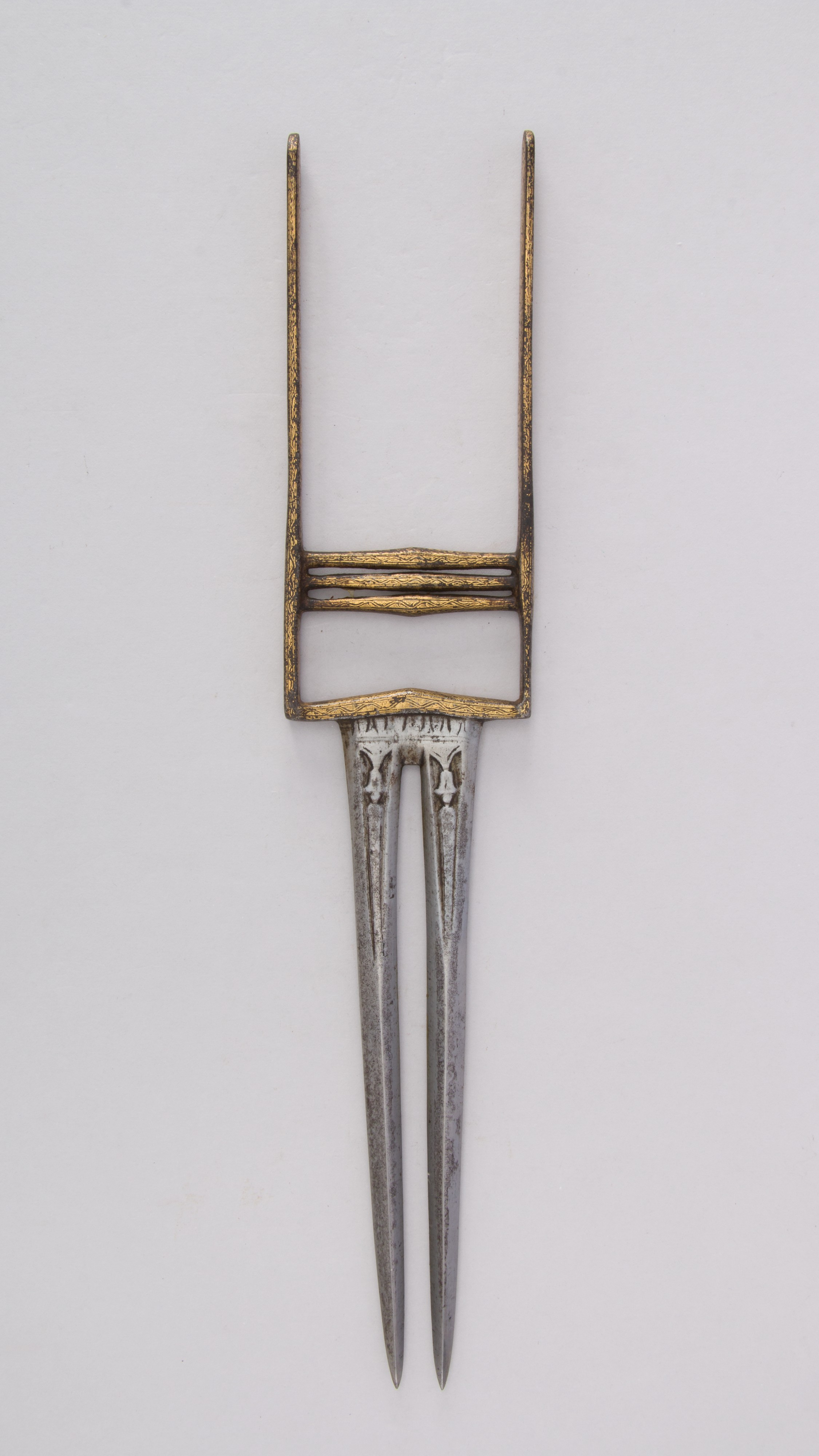
Katar o głowni z podwójnym sztychem
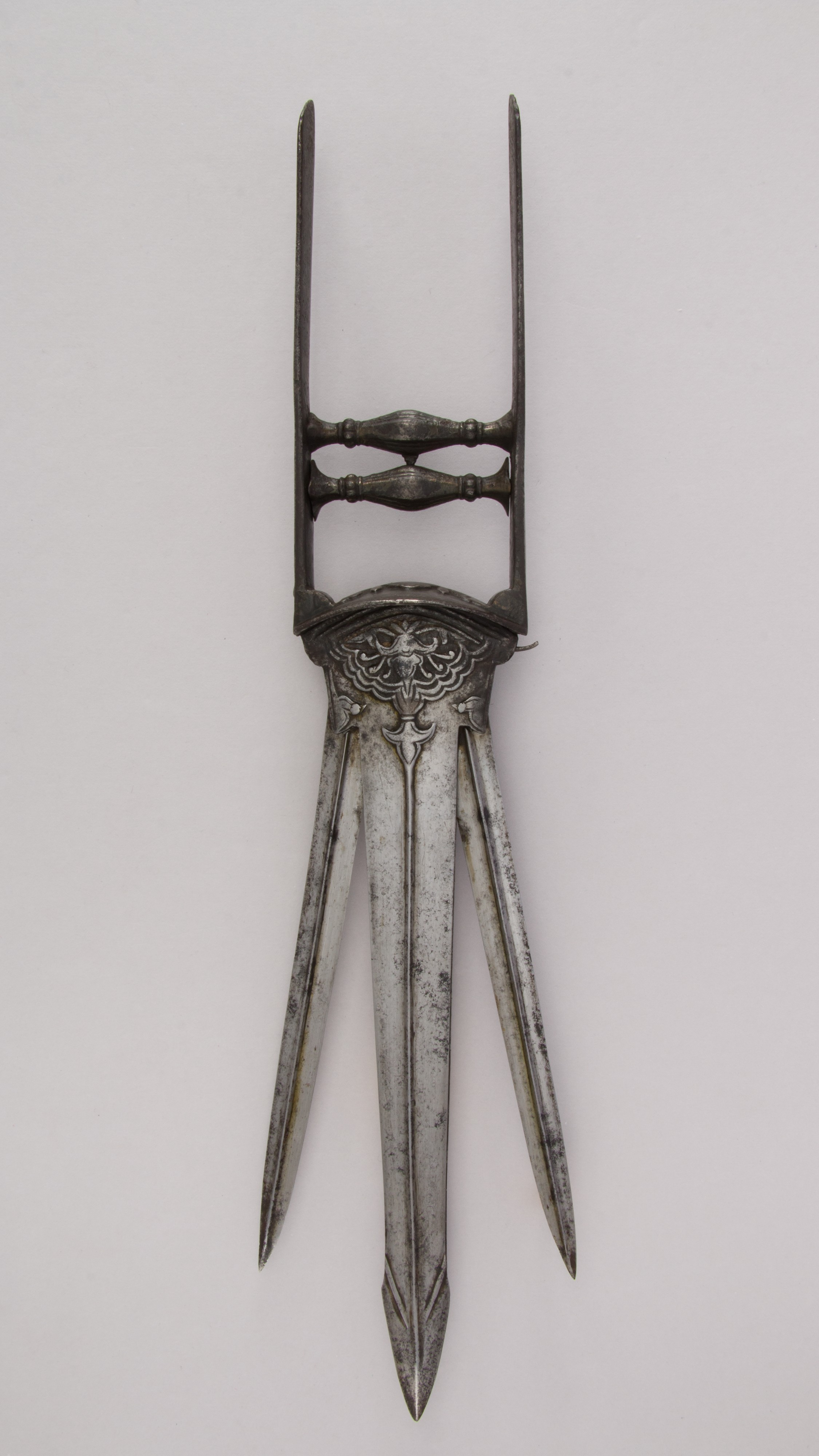
Wersja z głownią trójdzielną, rozchylaną
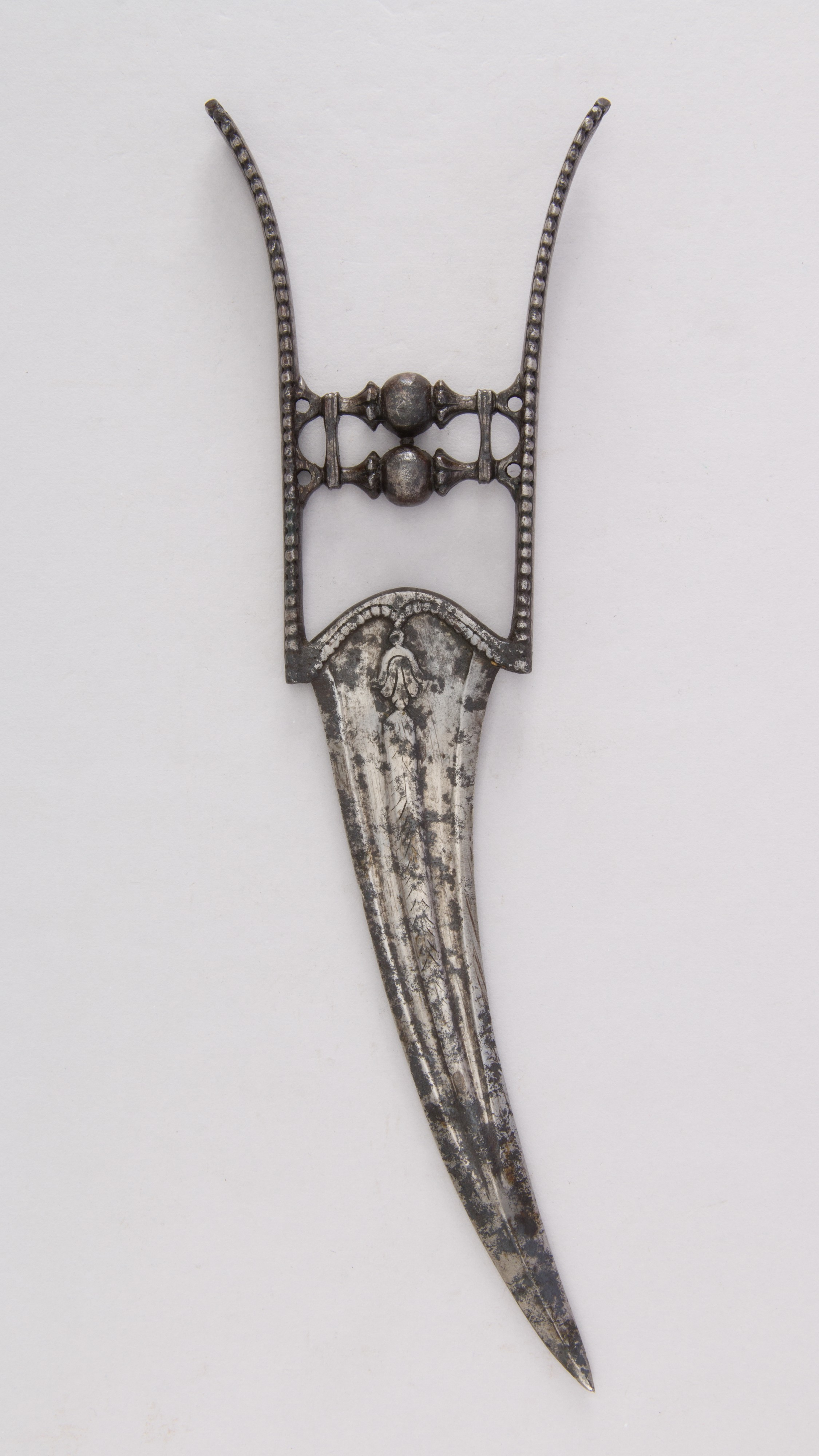
Wersja zakrzywiona
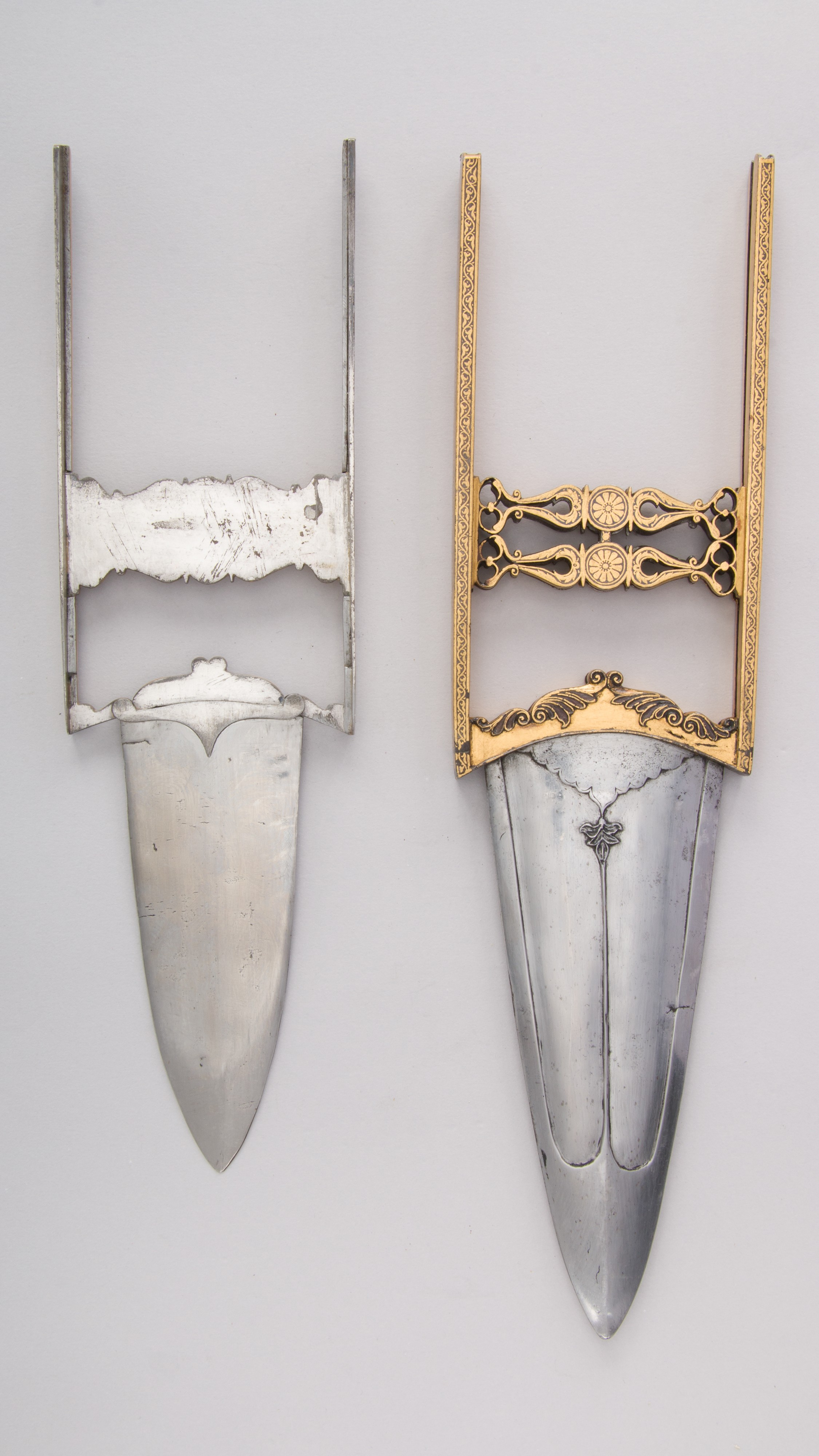
Para sztyletów, mniejszy chowa się wewnątrz głowni większego